# Bure-les-Templiers
Pour les articles homonymes, voir Bure et Templiers.
Bure-les-Templiers est une commune française située dans le canton de Châtillon-sur-Seine du département de la Côte-d'Or, en région Bourgogne-Franche-Comté.

## Géographie
La commune de Bure-les-Templiers s'étend sur 35 km2 à une altitude située entre 302  et   483 mètres.

### Hydrographie
L'Arce, affluent de l'Ource, prend sa source dans le marais tufeux et la Digeanne passe en limite sud-ouest de la commune.

### Climat
Pour des articles plus généraux, voir Climat de la Bourgogne-Franche-Comté et Climat de la Côte-d'Or.
En 2010, le climat de la commune est de type climat des marges montargnardes, selon une étude du Centre national de la recherche scientifique s'appuyant sur une série de données couvrant la période 1971-2000. En 2020, Météo-France publie une typologie des climats de la France métropolitaine dans laquelle la commune est exposée à un climat océanique altéré et est dans la région climatique  Lorraine, plateau de Langres, Morvan, caractérisée par un hiver rude (1,5 °C), des vents modérés et des brouillards fréquents en automne et hiver. 
Pour la période 1971-2000, la température annuelle moyenne est de 9,8 °C, avec une amplitude thermique annuelle de 16,5 °C. Le cumul annuel moyen de précipitations est de 964 mm, avec 13,2 jours de précipitations en janvier et 8,6 jours en juillet. Pour la période 1991-2020, la température moyenne annuelle observée sur la station météorologique installée sur la commune est de 10,7 °C et le cumul annuel moyen de précipitations est de 898,2 mm,. Pour l'avenir, les paramètres climatiques de la commune estimés pour 2050 selon différents scénarios d'émission de gaz à effet de serre sont consultables sur un site dédié publié par Météo-France en novembre 2022.
| Mois                                  | jan.           | fév.           | mars          | avril         | mai           | juin         | jui.          | août          | sep.          | oct.          | nov.          | déc.           | année      |
| ------------------------------------- | -------------- | -------------- | ------------- | ------------- | ------------- | ------------ | ------------- | ------------- | ------------- | ------------- | ------------- | -------------- | ---------- |
| Température minimale moyenne (°C)     | −0,1           | 0,1            | 2,5           | 5,7           | 8,5           | 12,1         | 14,2          | 14,2          | 10,9          | 7,7           | 3,9           | 1              | 6,7        |
| Température moyenne (°C)              | 2,2            | 3              | 6,5           | 10,4          | 13,3          | 17,3         | 19,6          | 19,3          | 15,5          | 11,1          | 6,6           | 3,3            | 10,7       |
| Température maximale moyenne (°C)     | 4,6            | 6              | 10,5          | 15,1          | 18            | 22,4         | 25,1          | 24,3          | 20,1          | 14,5          | 9,2           | 5,7            | 14,6       |
| Record de froid (°C) date du record   | −10,2 07.01.17 | −15,4 07.02.12 | −7,1 07.03.10 | −5,6 06.04.21 | −0,5 06.05.19 | 4,7 03.06.13 | 7,4 15.07.16  | 6,8 11.08.16  | 1,9 30.09.22  | −3,4 28.10.12 | −6,5 30.11.10 | −15,7 20.12.09 | −15,7 2009 |
| Record de chaleur (°C) date du record | 14,1 01.01.23  | 23,1 27.02.19  | 24,1 31.03.21 | 26,8 21.04.18 | 30,2 24.05.09 | 36 18.06.22  | 38,7 24.07.19 | 36,3 07.08.15 | 32,1 05.09.23 | 29,2 08.10.23 | 21,1 07.11.15 | 15,2 17.12.19  | 38,7 2019  |
| Précipitations (mm)                   | 76,4           | 62,4           | 69,4          | 65,9          | 87,9          | 85,2         | 66,3          | 61,2          | 64,5          | 79,8          | 81,8          | 97,4           | 898,2      |

## Urbanisme

### Typologie
Au 1er janvier 2024, Bure-les-Templiers est catégorisée commune rurale à habitat dispersé, selon la nouvelle grille communale de densité à 7 niveaux définie par l'Insee en 2022.
Elle est située hors unité urbaine et hors attraction des villes,.

### Occupation des sols
L'occupation des sols de la commune, telle qu'elle ressort de la base de données européenne d’occupation biophysique des sols Corine Land Cover (CLC), est marquée par l'importance des forêts et milieux semi-naturels (58,3 % en 2018), une proportion identique à celle de 1990 (58,3 %). La répartition détaillée en 2018 est la suivante : forêts (57 %), terres arables (27,6 %), prairies (9,6 %), zones agricoles hétérogènes (3,7 %), milieux à végétation arbustive et/ou herbacée (1,3 %), zones urbanisées (0,8 %). L'évolution de l’occupation des sols de la commune et de ses infrastructures peut être observée sur les différentes représentations cartographiques du territoire : la carte de Cassini (XVIIIe siècle), la carte d'état-major (1820-1866) et les cartes ou photos aériennes de l'IGN pour la période actuelle (1950 à aujourd'hui).

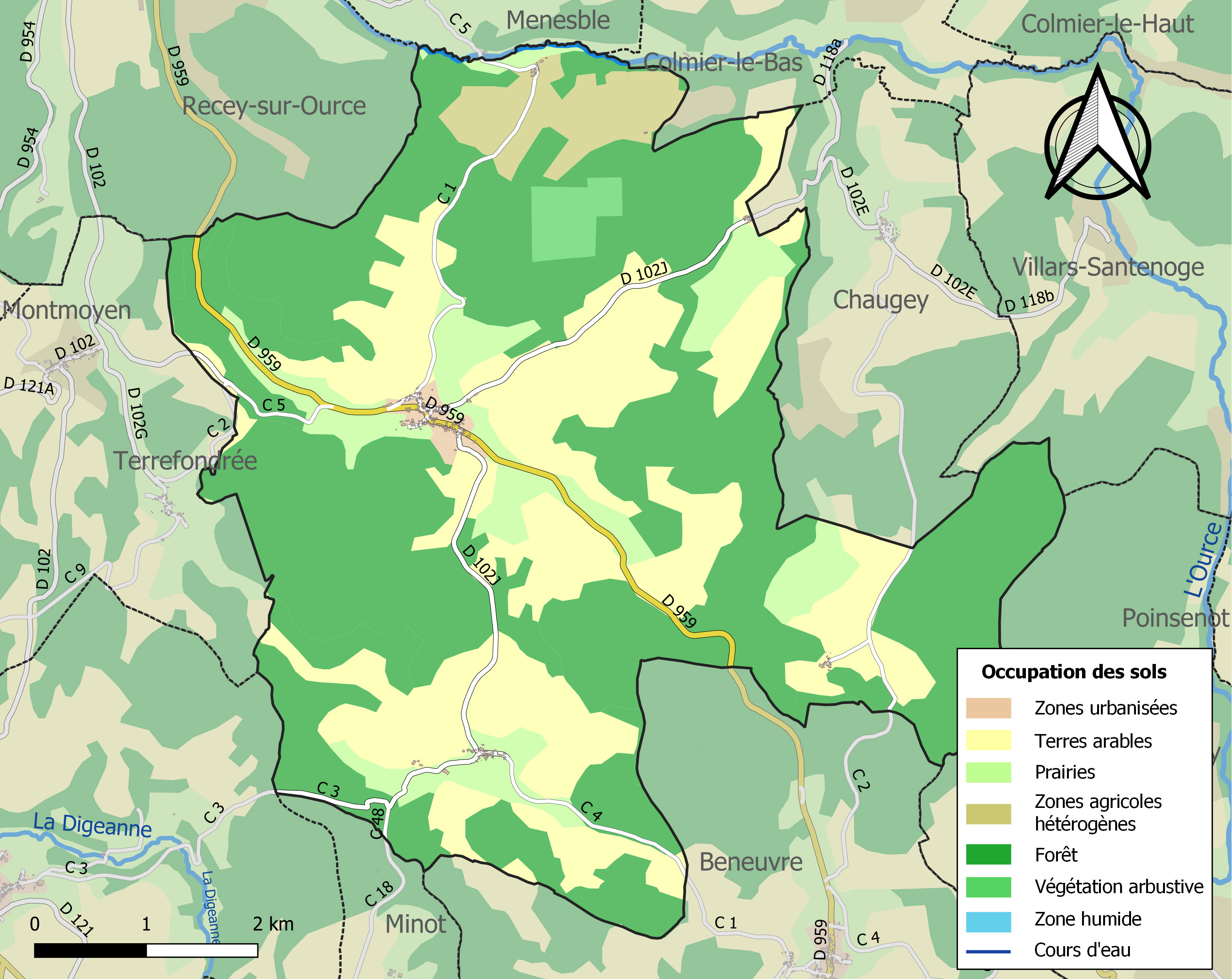
Carte des infrastructures et de l'occupation des sols de la commune en 2018 (CLC).

## Histoire

### Préhistoire et Antiquité
Des silex taillés, une hache de pierre polie, une de bronze attestent de l'occupation préhistorique du territoire.

### Haut Moyen Âge
Les fouilles réalisées autour de l'église actuelle et dans les vestiges de l'ancienne commanderie ont mis au jour des sarcophages et des poteries mérovingiennes.

### Les Templiers et les Hospitaliers
Une charte de l'évêque de Langres atteste la fondation de Bure en 1133 selon Alain Demurger et Jean Richard. Mais d'après J.-M. Roger « elle fut fondée au plus tard en 1120 par Païen de Bures », la charte de 1133 n'étant que le rappel de la donation antérieure de Païen.
En 1311, avec la suppression de l'Ordre du Temple, l'abbaye est dévolue aux chevaliers de l'Hôpital dont elle reste une des trois commanderies du grand prieuré de Champagne établi à Voulaines-les-Templiers.

### Époque moderne
En 1500, Edme Regner fait construire au hameau de Romprey une première maison forte et une chapelle consacrée un siècle plus tard à saint Renobert.
Dès le XVIIIe siècle, un réseau public alimente la commune en eau potable.

## Politique et administration
| Période                                  | Période  | Identité             | Étiquette | Qualité     |
| ---------------------------------------- | -------- | -------------------- | --------- | ----------- |
| vers 1970                                |          | M. Rouget            |           | Agriculteur |
| 1977                                     | 1995     | Geneviève Bret       |           |             |
| mars 1996                                | en cours | Jean-Charles Colombo | UMP-LR    |             |
| Les données manquantes sont à compléter. |          |                      |           |             |

## Démographie
L'évolution du nombre d'habitants est connue à travers les recensements de la population effectués dans la commune depuis 1793. Pour les communes de moins de 10 000 habitants, une enquête de recensement portant sur toute la population est réalisée tous les cinq ans, les populations de référence des années intermédiaires étant quant à elles estimées par interpolation ou extrapolation. Pour la commune, le premier recensement exhaustif entrant dans le cadre du nouveau dispositif a été réalisé en 2007.

En 2022, la commune comptait 135 habitants, en évolution de −0,74 % par rapport à 2016 (Côte-d'Or : +0,82 %, France hors Mayotte : +2,11 %).
| 1793 | 1800 | 1806 | 1821 | 1831 | 1836 | 1841 | 1846 | 1851 |
| ---- | ---- | ---- | ---- | ---- | ---- | ---- | ---- | ---- |
| 606  | 625  | 584  | 565  | 691  | 676  | 674  | 633  | 620  |

| 1856 | 1861 | 1866 | 1872 | 1876 | 1881 | 1886 | 1891 | 1896 |
| ---- | ---- | ---- | ---- | ---- | ---- | ---- | ---- | ---- |
| 570  | 563  | 548  | 501  | 474  | 440  | 392  | 358  | 328  |

| 1901 | 1906 | 1911 | 1921 | 1926 | 1931 | 1936 | 1946 | 1954 |
| ---- | ---- | ---- | ---- | ---- | ---- | ---- | ---- | ---- |
| 313  | 313  | 327  | 236  | 267  | 242  | 258  | 242  | 248  |

| 1962 | 1968 | 1975 | 1982 | 1990 | 1999 | 2006 | 2007 | 2012 |
| ---- | ---- | ---- | ---- | ---- | ---- | ---- | ---- | ---- |
| 235  | 211  | 172  | 154  | 130  | 150  | 137  | 135  | 141  |

| 2017 | 2022 | - | - | - | - | - | - | - |
| ---- | ---- | - | - | - | - | - | - | - |
| 134  | 135  | - | - | - | - | - | - | - |

## Culture locale et patrimoine

### Lieux et monuments
En 2016, la commune compte deux monuments inscrits à l'inventaire des monuments historiques, 26 monuments ou édifices répertoriés à l'inventaire général du patrimoine culturel, un élément classé à l'inventaire des objets historiques et 47 objets répertoriés à l'I.G.P.C.

#### Monuments

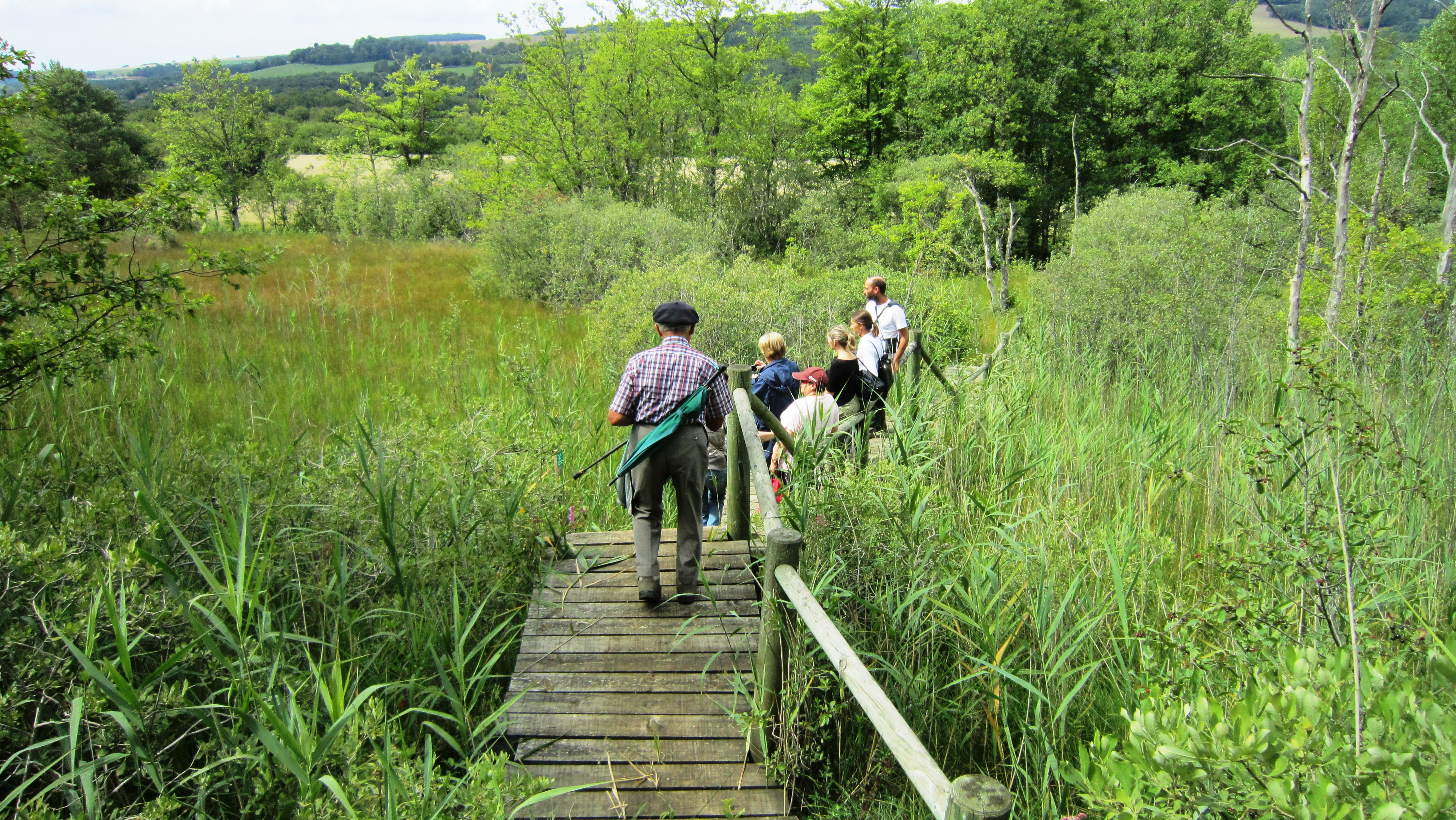
Le marais collinaire du Cônois.

Bure possède un patrimoine historique important :
- Église Saint-Julien (XIIe – XIVe siècle)  Inscrit MH (1927)[26]. L’édifice abrite plusieurs pierres tombales dont celle du commandeur Guillaume de Fougerolles (1353)  Classé MH (1902)[27].
- Commanderie des Templiers[28]. L'église et une partie de la commanderie font l'objet de restaurations récentes et importantes.

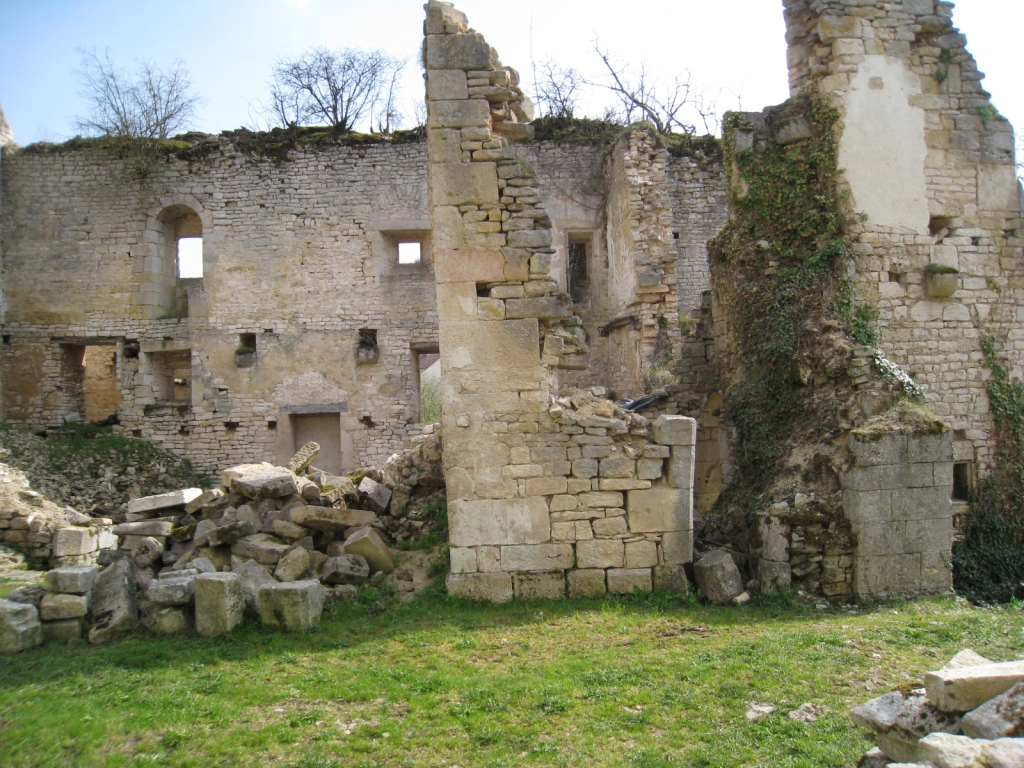
Vestiges de la commanderie.
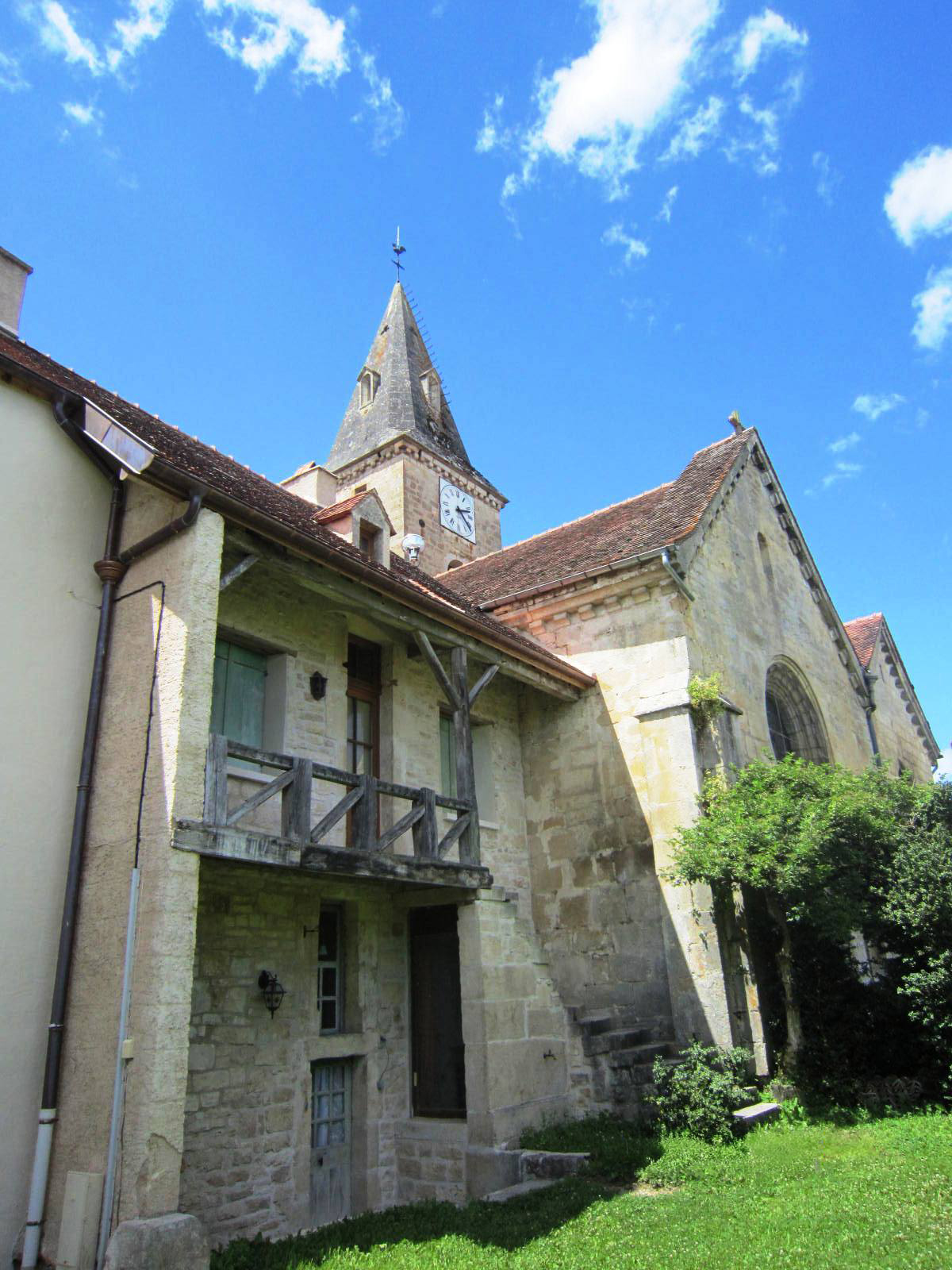
La façade avant restauration.
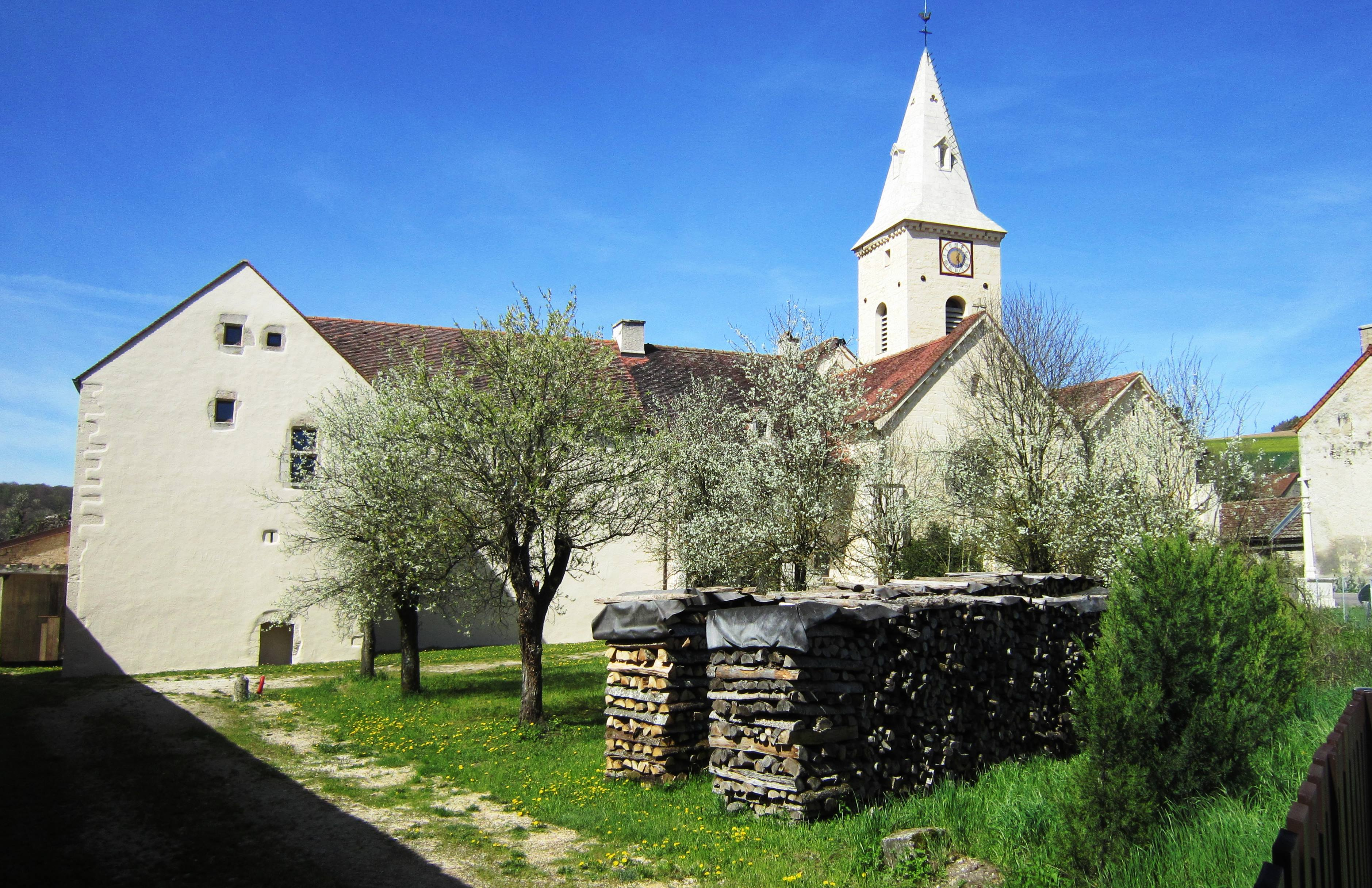
La restauration.

- Chapelle et château de Romprey construits en 1500 par le seigneur des lieux, Edme Régnier[29], lieutenant du bailliage de la Montagne. La chapelle (IGPC 1989)[30] renferme des peintures murales rénovées en 1933  Inscrit MH (1996)[31] et une remarquable collection de statues anciennes.

À Romprey, chapelle et château
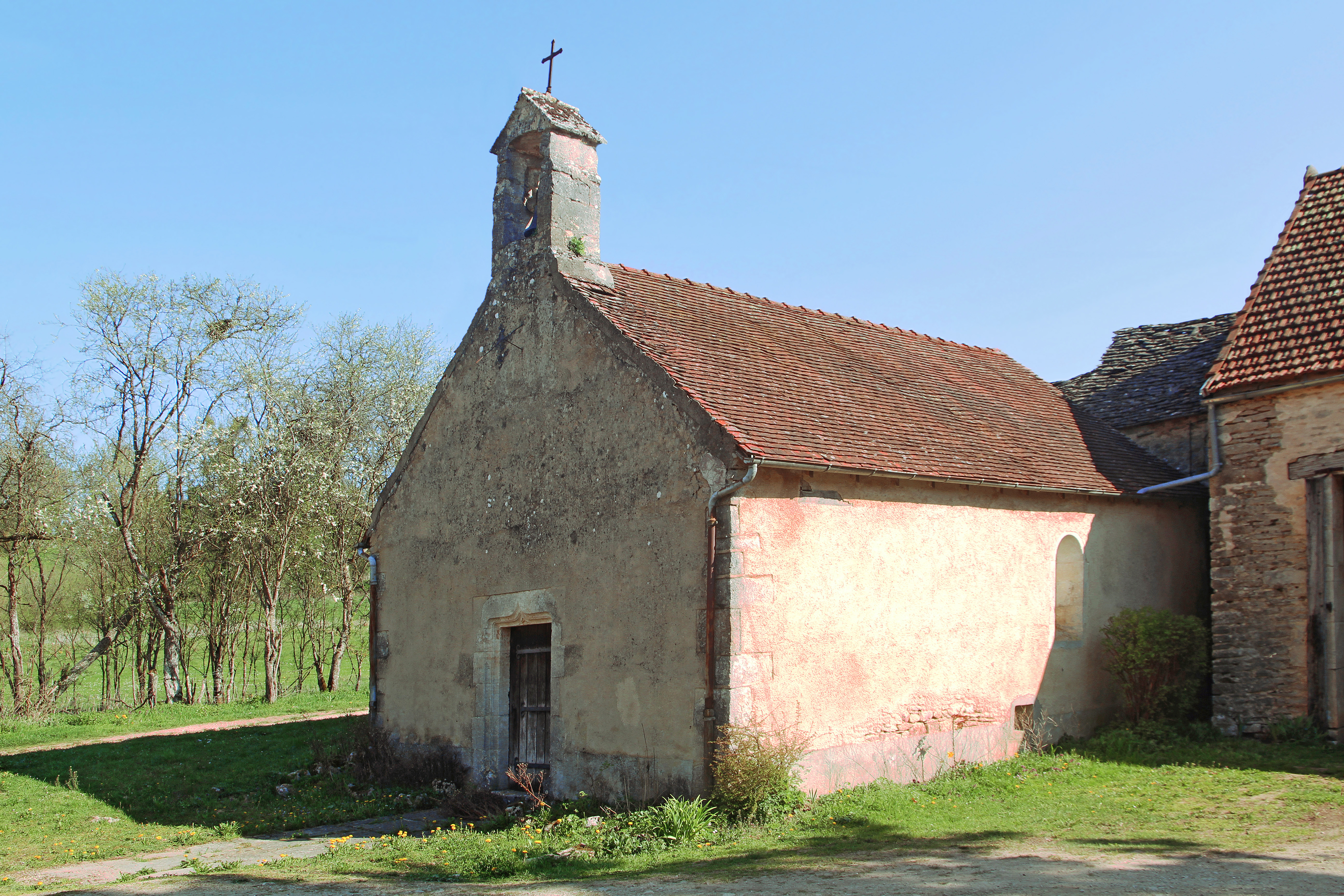
La chapelle Saint-Renobert de Romprey…
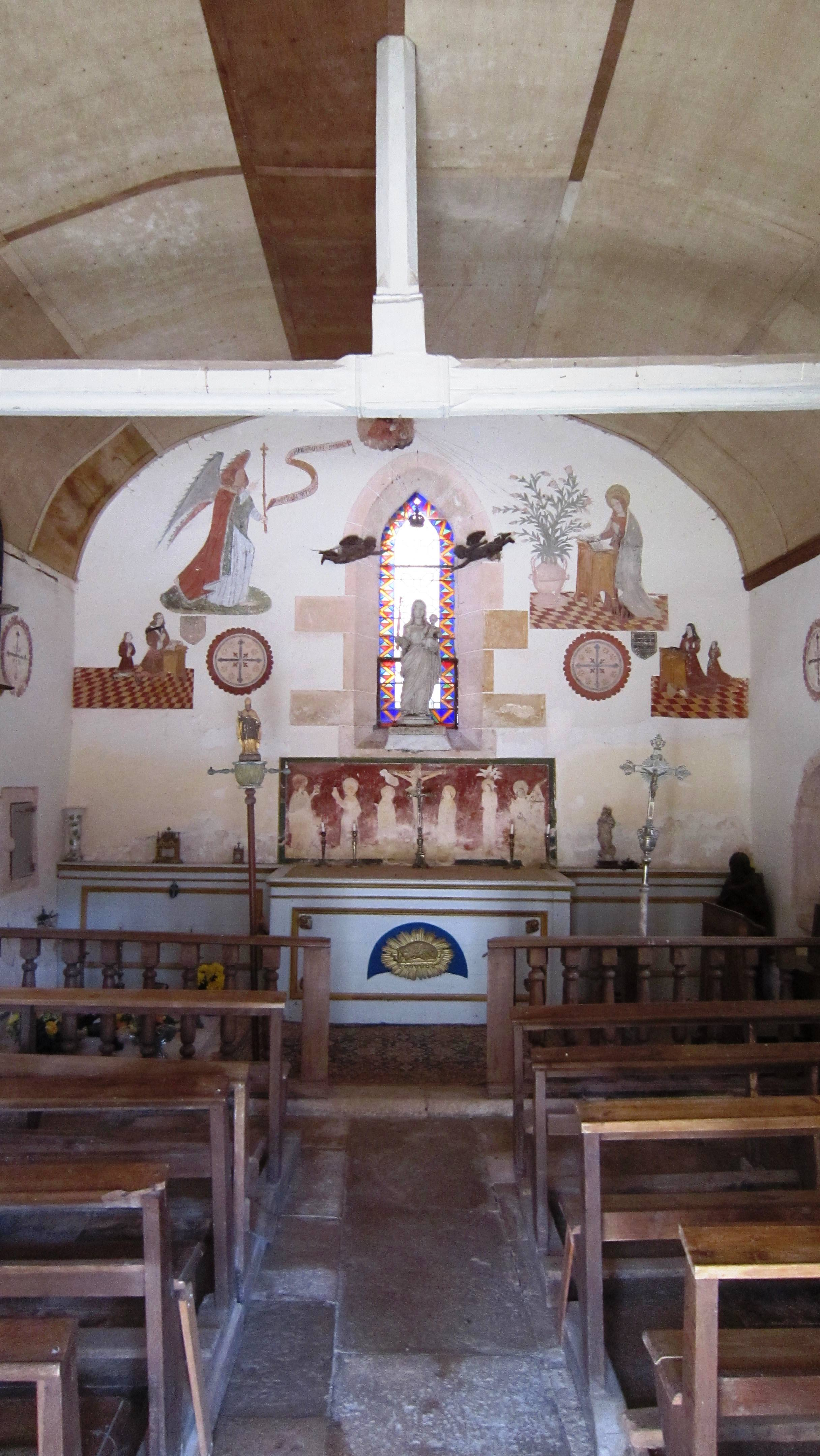
… et son intérieur.
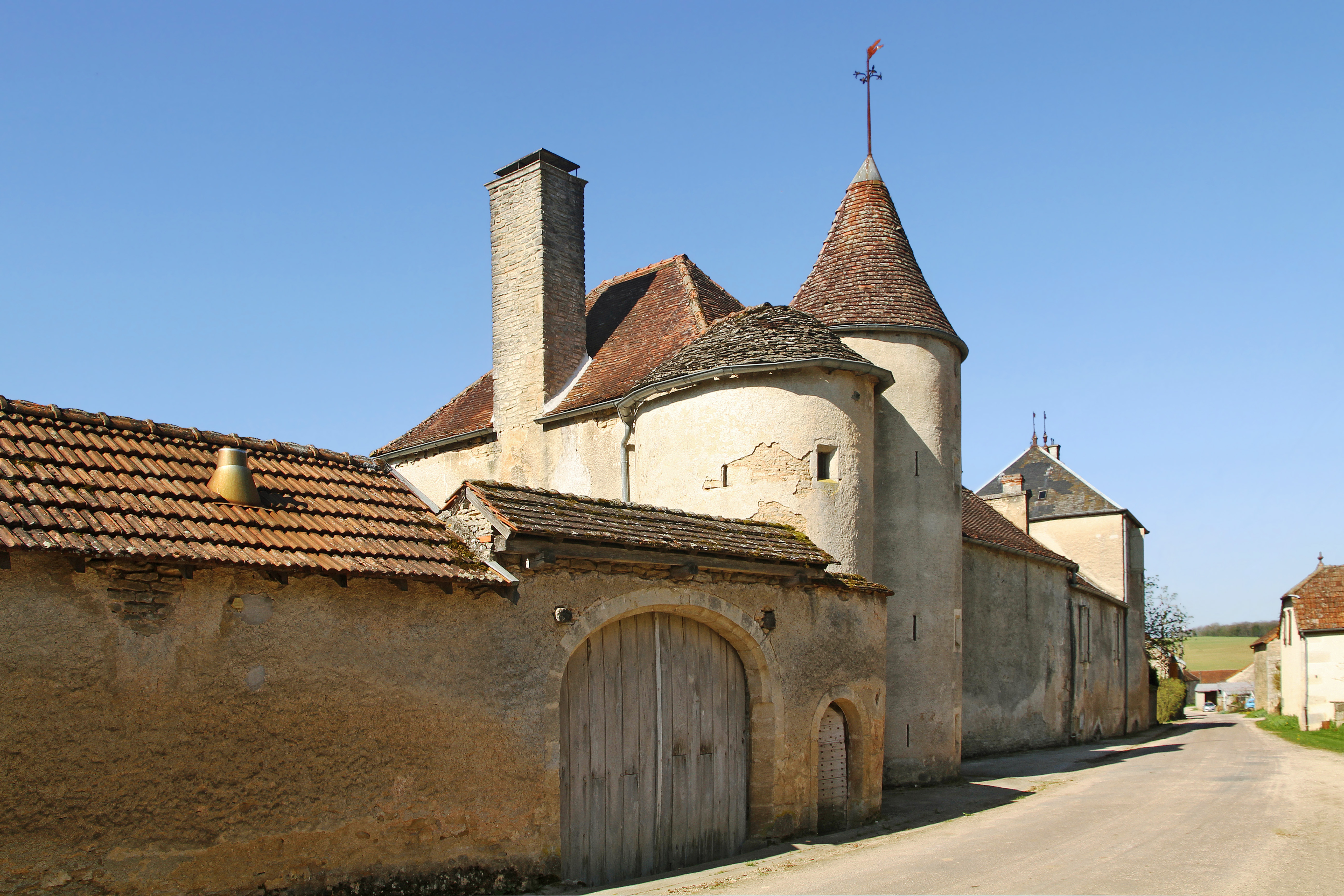
Le château de l'autre côté de la rue.

#### Lieux
- Le marais du Cônois protégé par le Conservatoire d'espaces naturels de Bourgogne[32].
- La douix de Terrefondrée.
- La grotte des Muns.
- La Pierre Croisée de Beneuvre (borne templière 1296).
- Le foyard pleureur, arbre remarquable.

### Héraldique
| Blason | Blasonnement : Tiercé en pairle : au 1er d'argent au sceau de sable, au 2e d'or à un hêtre de sinople, au 3e d'azur à trois palmes d'or, deux et un, qui est de Regnier de Romprey. |